# Lazzaro Spallanzani
Lazzaro Spallanzani (Scandiano, 10 de janeiro de 1729 — Pavia, 12 de fevereiro de 1799) foi um sacerdote católico, fisiologista italiano, estudioso das ciências naturais.

## Vida
Antes de se tornar um cientista renomado, Spallanzani cursou Faculdade de Direito. Na época, tinha apenas 20 anos (1949). Educado num colégio de jesuítas, Spallanzani abandonou os seus estudos em Direito na Universidade de Bolonha para se dedicar à ciência..
Em 1761, aos 32 anos, iniciou as investigações sobre os seres vivos. Na academia, o seu trabalho centrou-se na investigação da teoria da geração espontânea. 
Com suas experiências, Spallanzani mostrou que os micróbios movem-se pelo ar e que podem ser eliminados por fervura.

## Spallanzani e a Refutação da Geração Espontânea: Avanços nos Estudos sobre a Digestão e o Papel do Suco Gástrico
Seu intuito era derrubar as ideias de John Needham, que através de seus experimentos havia "comprovado" que a vida poderia surgir espontaneamente de um caldo nutritivo, colocado em um recipiente vedado e aquecido até sua fervura. O problema do experimento de Needham eram os recipientes, que não foram bem vedados, permitindo a entrada de micro-organismos e a contaminação do caldo nutritivo, e uma fervura branda, que possivelmente não haveria matado todos os micro-organismos que já estavam no caldo nutritivo. Spallanzani mostra que com os recipientes vedados de outra maneira mais eficiente e realizando a fervura por mais tempo, a vida não surge espontaneamente..
Porém Needham retrucou afirmando que com aquela fervura Spallanzani havia acabado com o ar dos recipientes, impossibilitando o surgimento da vida. Realmente o experimento acabava com o oxigênio dos frascos. Também atribuiu os resultados obtidos por Spallanzani ao tempo excessivo de fervura, destruição da força plástica das substâncias infusas e corrupção do ar restante no recipiente utilizado por ele. No entanto, o naturalista Spallanzani seguiu realizando novos experimentos e logo depois veio a tréplica. 
- A tréplica de Sppallanzani

A resposta de Spallanzani a Needham ocorreu em duas etapas principais. A primeira, foi por meio de uma resposta imediata, onde Spallanzani respondeu a Needham logo após as críticas, durante sua aula inaugural no curso de História Natural da Universidade de Pavia (1769). Esta aula foi publicada no ano seguinte com o título Prolusio (Prólogo). Nela, Spallanzani defendeu novamente seus métodos e resultados, argumentando contra a teoria da geração espontânea. A segunda resposta ocorreu 6 anos depois, por meio de uma resposta experimental mais incisiva (1776). Neste ano, Spallanzani publicou a obra Osservazioni e sperienze intorno agli animalucci delle infusioni (Observações e experiências sobre os animálculos das infusões), incluída no livro Opuscoli di fisica animale e vegetabile. Nesse trabalho, ele retomou os experimentos para testar de forma mais rigorosa as objeções de Needham..
Para rebater o argumento de que o calor havia destruído a "força vegetativa" das substâncias, Spallanzani realizou infusões com diferentes sementes vegetais (feijão, aveia, trigo, cevada, etc.), submetendo-as a variados tempos de fervura (de meia hora a duas horas). Mesmo nas infusões mais fervidas, os animálculos continuaram a aparecer em grande número, o que invalidava a crítica de Needham sobre a destruição da força vegetativa.
Quanto à acusação de que o ar dos recipientes havia sido corrompido, Spallanzani projetou novos experimentos usando frascos com gargalos extremamente finos, lacrados com o calor de uma chama para manter a composição do ar semelhante ao ambiente externo. Mesmo assim, os resultados permaneceram: nos frascos bem esterilizados e selados, os animálculos não apareciam, o que reforçava a tese de que eles não surgiam espontaneamente, mas vinham de germes externos.
Por fim, Spallanzani concluiu que tanto o argumento da destruição da força vegetativa quanto o da contaminação do ar eram insustentáveis diante das novas evidências experimentais, reafirmando que a geração dos animálculos dependia da entrada de germes externos.
A controvérsia só veio a ser esclarecida mais tarde, com as descobertas de Louis Pasteur.
Além disso, Spallanzani aprofundou os estudos de René-Antoine Reaumur, ao demonstrar que o suco gástrico era um fator decisivo na digestão. Obteve suco gástrico fazendo um animal engolir um tubo atado a um fio para posteriormente o retirar cheio do suco digestivo. Com este suco realizava experiências sobre a digestão no estômago. Para assegurar as condições corretas de temperatura, mantinha os tubos de ensaio nas suas axilas, dispensando assim a necessidade de um termostato (que não existia na altura). Também fez experiências com animais, fazendo com que estes engolissem pedaços de carne presos por fios, que depois recuperava para observar a progressão da digestão, assim como os fazia engolir objetos metálicos. Também estudou o fenômeno nele próprio, engolindo, numa das vezes, uma saqueta de tela contendo pão e carne, e depois analisou como o conteúdo havia sido digerido.
Esse conjunto de evidências reforçou a conclusão de que a digestão não era um processo meramente mecânico, mas sim um fenômeno químico mediado pelo suco gástrico — uma descoberta importante que preparou o terreno para estudos posteriores, como os de William Beaumonte a identificação do ácido clorídrico no estômago

## Lazzaro Spallanzani e os fósseis
Spallanzani estudou a constituição e origem de fósseis marinhos encontrados em regiões distantes do mar e sobre o cume de montanhas de algumas regiões da Europa, que resultou na publicação em 1755 de uma pequena dissertação, Dissertazione sopra i corpi marino-montani, depois apresentada em reunião da  Accademiadegli Ipocondriaci di Reggio Emilia. Embora alinhado a uma das tendências de sua época, que atribuía a ocorrência de fósseis marinhos sobre montanhas ao movimento natural dos mares, e não ao dilúvio universal, Spallanzani desenvolveu uma hipótese própria, baseada na dinâmica das forças que modificaram o estado da Terra depois da Criação divina.
Passados alguns anos publicou relatos sobre viagens que fez, para Portovenere, ilha Cerigo e Duas Sicílias, abordando temas importantes, como a descoberta de conchas fósseis no interior de rochas vulcânicas, a de fósseis humanos, e a existência de fósseis de espécies extintas. Sua preocupação com os fósseis testemunha o modo como, ao estilo do século XVIII, Spallanzani integrava os estudos dos três reinos da natureza.
A atenção dedicada à origem e à constituição dos fósseis, indo além de sua simples classificação em tipos animais ou vegetais, reflete o compromisso epistemológico que Spallanzani tantas vezes demonstrou. Isso fica evidente nesta passagem do ensaio enviado a Malaspina, na qual ele menciona o método de Buffon para elaborar um "bom retrato" dos objetos da natureza — característica que, segundo ele, distingue o naturalista filósofo daquele que se limita ao papel de mero nomenclador, satisfeito apenas em esboçar o contorno sem se preocupar em dar-lhe cor..